# Pseudoscopelus paxtoni
Pseudoscopelus paxtoni is een straalvinnige vissensoort uit de familie van de chiasmodontiden (Chiasmodontidae). De wetenschappelijke naam van de soort is voor het eerst geldig gepubliceerd in 2010 door Melo.